# Marko Milič
Marko Milič (Kranj, 7 maggio 1977) è un ex cestista e allenatore di pallacanestro sloveno.

## Carriera
Nato da padre pesista e madre discobola, sceglie la via della pallacanestro pur dilettandosi in gioventù anche col lancio del martello. Dopo aver esordito con la squadra della sua città di origine, il Triglav Kranj, si trasferisce all'Olimpia Lubiana con cui si mette in mostra. Durante questo periodo, in una gara delle schiacciate in Slovenia è riuscito a schiacciare saltando sopra una Honda TRX.
Dichiaratosi eleggibile per il draft NBA 1997, viene chiamato dai Philadelphia 76ers al secondo giro con la 34ª scelta complessiva, salvo poi essere scambiato ai Phoenix Suns in cambio di Tom Chambers. Alla sua prima esperienza in NBA segna 2,8 punti nei 4,9 minuti a disposizione, scendendo in campo in 33 occasioni. Durante il periodo del lockout in NBA inizia l'annata seguente al Fenerbahçe, prima di ritornare a Phoenix e disputare altri 11 incontri tra il febbraio e l'aprile 1999.
La sua carriera prosegue in patria, con il ritorno all'Olimpia Lubiana, mentre un anno più tardi approda al Real Madrid. La stagione 2001-02 è quella dell'esordio nel campionato italiano, con il trasferimento alla Fortitudo Bologna. Rimane ancora in Serie A per diversi anni: gioca rispettivamente un anno con il Roseto Basket, poi segue coach Melillo nel passaggio alla Scavolini Pesaro rimanendovi per un biennio, quindi un anno all'altra squadra bolognese, la Virtus.
"Air Milko" veste nuovamente la divisa dell'Olimpia Lubiana dal 2006 al gennaio del 2009, eccezion fatta per una parentesi al Real Madrid nei primi mesi del 2007. Separatosi dopo poche partite dai francesi dell'Orléans, firma un contratto fino al termine dalla stagione con la Vanoli Cremona. La salvezza in Serie A e le sue prestazioni personali spingono la dirigenza cremonese ad offrirgli il rinnovo contrattuale per altre due stagioni.
Nel dicembre 2012 si trasferisce in Iran al Mahram Tehran.
Dopo aver giocato due stagioni in Kuwait, il 14 ottobre 2015 annuncia il ritiro.

### Nazionale
Con la Nazionale slovena, Milič ha disputato 6 campionati europei, dal 1995 al 2005 in cui ha ottenuto il miglior piazzamento giungendo al 6º posto finale, ed un campionato mondiale nel 2006 (12º posto finale).

## Palmarès

### Squadra
- Campionato sloveno: 2

Union Olimpija: 1996, 2008
- Coppa di Slovenia: 4

Union Olimpija: 1995, 1996, 2000, 2008
- Supercoppa slovena: 1

Union Olimpija: 2008
- ULEB Cup: 1

Real Madrid: 2006-2007

### Individuale
- Vincitore Slam Dunk Contest All-Star Game del Campionato della Slovenia: 1994 e 1995
- MVP All-Star Game del Campionato della Slovenia: 1997, 2000 e 2008

## Curiosità
- Durante una gara delle schiacciate in Slovenia, Milič è riuscito a schiacciare saltando sopra una Honda CRX, vincendo poi l'automobile stessa.[1]
- Pur non superando i due metri di altezza, in alcune stagioni non ha mai messo a segno una tripla. È un'ala che non ama tirare da fuori, preferendo giocare uno contro uno anche avvicinandosi al post basso.[6]